# Organización territorial de Comoras
La Unión de las Comoras es un federación conformada por tres islas con amplía autonomía en el sureste de África. La organización territorial del país se ajusta a las tres islas principales:
- Gran Comora (Ngazidja)
- Anjouan (Nzwani)
- Mohéli (Mwali)

Nota: Existen también cuatro municipalidades: Domoni, Fomboni, Moroni y Mutsamudu
| División Administrativa de la Unión de Comoras |               |              |           |           |                |                          |
| Bandera                                        | Isla autónoma | Nombre Local | Capital   | Área      | Población      | Idiomas Oficiales        |
| Bandera de la isla autónoma de Gran Comora     | Gran Comora   | Ngazidja     | Moroni    | 1.148 km² | 316.600 (2006) | Comorano, Árabe, Francés |
| Bandera de la isla autónoma de Anjouan         | Anjouan       | Nzwani       | Mutsamudu | 424 km²   | 277.500 (2006) | Comorano, Árabe, Francés |
| Bandera de la isla autónoma de Mohéli          | Mohéli        | Mwali        | Fomboni   | 290 km²   | 38.000 (2006)  | Comorano, Árabe, Francés |